# Amt Lübstorf/Alt Meteln

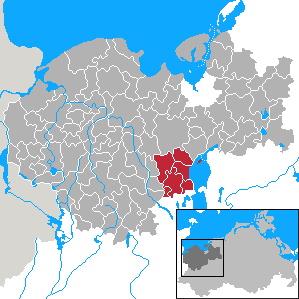
Amt Lübstorf/Alt Meteln im Landkreis Nordwestmecklenburg

Im Amt Lübstorf/Alt Meteln (Landkreis Nordwestmecklenburg in Mecklenburg-Vorpommern) mit Sitz in der Gemeinde Lübstorf waren die sieben Gemeinden Alt Meteln, Böken, Klein Trebbow, Lübstorf, Pingelshagen, Seehof und Zickhusen zur Erledigung ihrer Verwaltungsgeschäfte zusammengeschlossen. Am 13. Juni 2004 wurde Böken in die Gemeinde Alt Meteln eingegliedert. Das Amt wurde am 1. Januar 2005 zusammen mit dem Amt Lützow zum neuen Amt Lützow-Lübstorf zusammengelegt.